# Vol. 3... Life and Times of S. Carter
Vol. 3... Life and Times of S. Carter è il quarto album in studio del rapper statunitense Jay-Z, pubblicato il 28 dicembre 1999 dalla Roc-A-Fella Records e dalla Def Jam. L'album ha venduto un milione di copie nella sua prima settimana di pubblicazione e oltre tre milioni in tutto il mondo.

## Antefatti
Pochi giorni prima dell'uscita dell'album, avvenuta l'ultima settimana del 1999, Jay-Z è accusato d'aver pugnalato il produttore Lance "UN" Rivera, reo di aver bootleggato gran parte di Vol. 3, in data primo dicembre 1999 alla festa per l'album d'esordio di Q-Tip Amplified. Inizialmente Carter nega il suo coinvolgimento nell'incidente ed è arrestato il 3 dicembre seguente, uscendo su cauzione fissata a 50000 $. Il rapper cresciuto nelle case popolari di Marcy (Brooklyn) si accorda con Rivera in via stragiudiziale – per una cifra tra il mezzo milione e il milione di dollari – ma il produttore non interrompe la causa civile contro di lui iniziata in precedenza. Alla fine del 2001, Shawn Carter si dichiara colpevole dell'aggressione ed è condannato a scontare tre anni in libertà vigilata.

## Descrizione
| Recensione                    | Giudizio |
| ----------------------------- | -------- |
| AllMusic                      |          |
| Robert Christgau              | A        |
| Entertainment Weekly          | A-       |
| RapReviews                    |          |
| Rolling Stone                 |          |
| Encyclopedia of Popular Music |          |
| IGN                           |          |
| The A.V. Club                 | misto    |
| NME                           |          |

Gli ospiti sono Mariah Carey, Amil, Memphis Bleek, Beanie Sigel, Juvenile, Dr. Dre, Underground Kingz, Twista e Missy Elliott.
Nel suo quarto disco in studio, il rapper di Brooklyn ripropone un tema musicale più vicino alla strada di Reasonable Doubt. I testi sono meno introspettivi rispetto all'esordio e virano nuovamente su temi materialistici, misogini e paranoici. La produzione realizzata da DJ Premier, Rockwilder, Timbaland, Swizz Beatz e Irv Gotti è più cupa rispetto ai precedenti dischi.
Jay-Z arriva al suo picco di carriera con Vol. 3, dove si presenta ancora competitivo (presto le sue attenzioni si sarebbero dirette verso la famiglia e il matrimonio), ma l'album, non coeso e composto da pochi acuti, non rispecchia il suo miglior lavoro e non ottiene lo stesso successo commerciale di Vol. 2. Con una mossa commercialmente ritenuta sbagliata, Jay-Z inserisce due dei suoi singoli di maggior successo commerciale come tracce nascoste. Uno dei suoi migliori singoli di sempre e ultimo estratto dall'album, Big Pimpin', esce nell'aprile del 2000 tra diverse complicazioni, perché gli UGK non volevano parteciparvi – avrebbe minato la loro reputazione agli occhi dei fan – e Pimp C si rifiutò di comparire nel video del singolo.

## Tracce
1. Hova Song (Intro) – 2:21 (Shawn Carter, K Rob, Jimi Hendrix)
2. So Ghetto – 4:01 (Shawn Carter, Christopher Martin, Steve Cropper, Buddy Miles)
3. Do It Again (Put Ya Hands Up) (feat. Beanie Sigel & Amil) – 4:39 (Shawn Carter, Dana Stinson, Dwight Grant, Kyambo Joshua, Amil Whitehead)
4. Dope Man – 4:03 (Shawn Carter, Ernesto Shaw, Ken Ifill, Darrell "Digga" Branch)
5. Things That U Do (feat. Mariah Carey) – 4:52 (Shawn Carter, Kasseem Dean, Kyambo Joshua)
6. It's Hot (Some Like It Hot) – 4:16 (Shawn Carter, Timothy Mosley)
7. Snoopy Track (feat. Juvenile) – 4:01 (Shawn Carter, Timothy Mosley, Terius Gray)
8. S. Carter (feat. Amil) – 4:14 (Shawn Carter, Russell "Russ" Howard, Sean "SAF" Francis, Amil Whitehead)
9. Pop 4 Roc (feat. Beanie Sigel, Memphis Bleek & Amil) – 4:36 (Shawn Carter, Ernesto Shaw, Ken Ifill, Dwight Grant, Malik Cox, Amil Whitehead)
10. Watch Me (feat. Dr. Dre) – 4:34 (Shawn Carter, Irving Lorenzo, Robert Mays)
11. Big Pimpin' (feat. UGK) – 4:44 (Shawn Carter, Timothy Mosley, Chad Butler, Bernard Freeman)
12. There's Been a Murder – 3:40 (Shawn Carter, Russell "Russ" Howard, Sean "SAF" Francis, Alana Davis)
13. Come and Get Me – 6:09 (Shawn Carter, Timothy Mosley)
14. NYMP – 4:03 (Shawn Carter, Dana Stinson, Brian Russell, Brenda Russell)
15. Hova Song (Outro) – 11:01 (Shawn Carter, K Rob, Jimi Hendrix, Kasseem Dean) – include le tracce nascoste Jigga My Nigga e Girl's Best Friend

Edizione europea
1. Hova Song (Intro) – 2:21 (Shawn Carter, K Rob, Jimi Hendrix)
2. So Ghetto – 4:01 (Shawn Carter, Christopher Martin, Steve Cropper, Buddy Miles)
3. Do It Again (Put Ya Hands Up) (feat. Beanie Sigel & Amil) – 4:39 (Shawn Carter, Dana Stinson, Dwight Grant, Kyambo Joshua, Amil Whitehead)
4. Dope Man – 4:03 (Shawn Carter, Ernesto Shaw, Ken Ifill, Darrell "Digga" Branch)
5. Things That U Do (feat. Mariah Carey) – 4:52 (Shawn Carter, Kasseem Dean, Kyambo Joshua)
6. It's Hot (Some Like It Hot) – 4:16 (Shawn Carter, Timothy Mosley)
7. Snoopy Track (feat. Juvenile) – 4:01 (Shawn Carter, Timothy Mosley, Terius Gray)
8. S. Carter (feat. Amil) – 4:14 (Shawn Carter, Russell "Russ" Howard, Sean "SAF" Francis, Amil Whitehead)
9. Pop 4 Roc (feat. Beanie Sigel, Memphis Bleek & Amil) – 4:36 (Shawn Carter, Ernesto Shaw, Ken Ifill, Dwight Grant, Malik Cox, Amil Whitehead)
10. Hova Interlude – 1:33 (Shawn Carter, K Rob, Jimi Hendrix)
11. Big Pimpin' (feat. UGK) – 4:44 (Shawn Carter, Timothy Mosley, Chad Butler, Bernard Freeman)
12. There's Been a Murder – 3:40 (Shawn Carter, Russell "Russ" Howard, Sean "SAF" Francis, Alana Davis)
13. Come and Get Me – 6:09 (Shawn Carter, Timothy Mosley)
14. NYMP – 4:03 (Shawn Carter, Dana Stinson, Brian Russell, Brenda Russell)
15. Hova Song (Outro) – 1:17 (Shawn Carter, K Rob, Jimi Hendrix, Kasseem Dean)
16. Anything – 14:21 (Shawn Carter, Sam Anderson, J. Wright, Lionel Bart, Kasseem Dean) – include le tracce nascoste Jigga My Nigga e Girl's Best Friend

## Classifiche

### Classifiche settimanali
| Classifica (2000) | Posizione massima |
| ----------------- | ----------------- |
| Canada            | 8                 |
| Stati Uniti       | 1                 |
| Svizzera          | 75                |

### Classifiche di fine anno
| Classifica (2000) | Posizione |
| ----------------- | --------- |
| Stati Uniti       | 23        |